# Nhỏ là đẹp
Nhỏ là đẹp: Kinh tế học đặt con người làm trọng tâm  (tiếng Anh: Small Is Beautiful) là tập hợp các bài viết của nhà kinh tế học người Anh E. F. Schumacher. Cụm từ "Nhỏ là đẹp" được bắt nguồn từ cụm từ được dùng bởi thầy của ông, nhà kinh tế Leopold Kohr. Nó thường được sử dụng để cổ vũ cái nhỏ, những công nghệ thích hợp để tăng thêm sức mạnh cho con người, tương phản với các cụm từ như "Lớn hơn là tốt hơn".
Được xuất bản lần đầu vào năm 1973, "Nhỏ là đẹp" đưa những phê bình của Schumacher về kinh tế học phương Tây đến với độc giả trong suốt cuộc khủng hoảng năng lượng năm 1973 và sự xuất hiện của toàn cầu hóa. The Times Literary Supplement đã xếp Nhỏ là đẹp là một trong số 100 cuốn sách có ảnh hưởng nhất kể từ sau Thế chiến II. Lần biên tập sau kèm theo nhiều bình luận được xuất bản năm 1999.

## Tác giả
Schumacher là một nhà kinh tế học nổi tiếng làm việc cùng John Maynard Keynes và John Kenneth Galbraith. Trong vòng 20 năm, ông là Trưởng ban cố vấn kinh tế của Ủy ban Than đá Quốc gia ở Vương Quốc Anh, chống lại trường phái Kinh tế học tân cổ điển bằng cách khẳng định rằng chính sự quan tâm duy nhất đến sản phẩm đầu ra và bản thân công nghệ đã hủy hoại loài người. Ông cho rằng môi trường làm việc của con người cần phải lương thiện và có ý nghĩa, sau đó mới tính đến hiệu quả và tự nhiên (các nguồn tài nguyên của thế giới) là vô giá.
Schumacher đề xuất ra ý tưởng "mô hình nhỏ bên trong mô hình lớn": một dạng đặc trưng của mô hình phân cấp. Với các tổ chức công việc lớn, theo Schumacher, nó cần hoạt động giống như các nhóm có liên quan bên trong các tổ chức nhỏ. Công việc của Schumacher trùng hợp với sự phát triển của Sinh thái học liên quan tới sự khai sinh của chủ nghĩa môi trường và ông trở thành một vị anh hùng đối với nhiều hoạt động môi trường.

## Nội dung
Cuốn sách được chia làm 4 phần "Thế giới hiện đại," "Các nguồn tài nguyên," "Thế giới thứ Ba", và " Tổ chức và quyền sở hữu."
Trong chương đầu tiên, " Vấn đề của sản xuất", Schumacher lập luận rằng nền kinh tế hiện đại là không bền vững. Các nguồn tài nguyên thiên nhiên (như năng lượng hóa thạch), được sử dụng như những nguồn thu nhập có thể chi tiêu được trong khi trên thực tế chúng nên được coi như vốn (kinh tế học), vì chúng không thể tái tạo lại được và như thế vấn đề này thực sự là sự phá hủy. Ông còn lập luận thêm rằng khả năng chống trả của tự nhiên đối với sự ô nhiễm là có hạn. Ông kết luận lại rằng các nỗ lực của chính phủ cần phải tập trung vào phát triển bền vững, bởi những cải thiện nhỏ, chẳng hạn chuyển giao công nghệ cho các nước Thế giới thứ Ba, sẽ không giải quyết được vấn đề tiềm ẩn của một nền kinh tế không bền vững.
Triết lý của Schumacher về tính đủ, xét trên cả khía cạnh nhu cầu của con người, sự giới hạn của tài nguyên và các công nghệ hợp lý. Nó phát triển dựa trên các nghiên cứu về kinh tế học dựa trên làng xã mà sau này ông gọi là kinh tế học Phật giáo, chủ đề trong chương thứ tư của cuốn sách của ông.
Ông đã chỉ ra những sai lầm trong lối suy nghĩ quy ước của kinh tế học truyền thống về tỉ lệ thích hợp của các hoạt động, ở đó luôn cho rằng "phát triển là tốt" và "lớn hơn là tốt hơn" và nghi ngờ tính thích hợp của sản xuất lớn trong các nước đang phát triển. Schumacher là một trong các nhà kinh tế đầu tiên nghi ngờ việc sử dụng GNP để đo độ sung túc của con người, nhấn mạnh rằng "mục đích cần phải đạt được là thu lại hạnh phúc tối đa bằng cách tiêu thụ ít nhất."

## Trích dẫn
- Con người là nhỏ, do đó nhỏ là đẹp.
- Rõ ràng rằng một nhà kinh tế học Phật giáo phải rất khác những nhà kinh tế học của chủ nghĩa vật chất hiện đại, bởi chính Bụt đã nhận ra sự văn minh không phải nằm ở chỗ cứ nhân mãi lên những ước muốn tham vọng mà nằm ở chỗ thanh lọc nhân cách con người.
- Một nhà kinh tế Phật giáo sẽ coi cách tiếp cận này là rất vô lý: Vì tiêu thụ chỉ là một phương tiện cho hạnh phúc, mục đích cần phải đạt được là thu được hạnh phúc tối đa với tiêu thụ ít nhất.. Càng ít công sức bỏ ra thì sẽ càng có nhiều thời gian và sức lực còn lại để sáng tạo nghệ thuật. Kinh tế học hiện đại, trái lại coi tiêu thụ là mục tiêu cuối cùng và duy nhất cho tất cả mọi hoạt động kinh tế.
- Sự khôn ngoan đòi hỏi một sự định hướng mới về khoa học và công nghệ hướng đến cái hữu cơ, cao thượng, phi bạo lực, trang nhã và đẹp đẽ.